# والر تیلور
والر تیلور (به انگلیسی: Waller Taylor) سناتور سابق عضو حزب دموکرات-جمهوری‌خواه بود. وی در سال ۱۸۱۶ تا ۱۸۲۵ میلادی سناتور ایالت ایندیانا در سنای ایالات متحده آمریکا بود.